# 周碞
周碞（1895年11月11日—1953年7月23日），又名周喦、周嵒、周岩，字奉璋，浙江嵊县金庭乡华堂村人，中华民国陆军二级上将，原服役于浙军，北伐中随浙军转入国民革命军，在抗日战争历尽淞沪会战、长沙会战、常德会战等恶战并长期扼守重庆门户，国共内战中受蒋中正密令临时接替投共的陈仪出任浙江省政府主席，1949年自杭州撤退至舟山后辞任赴台，1953年在台北逝世。

## 生平

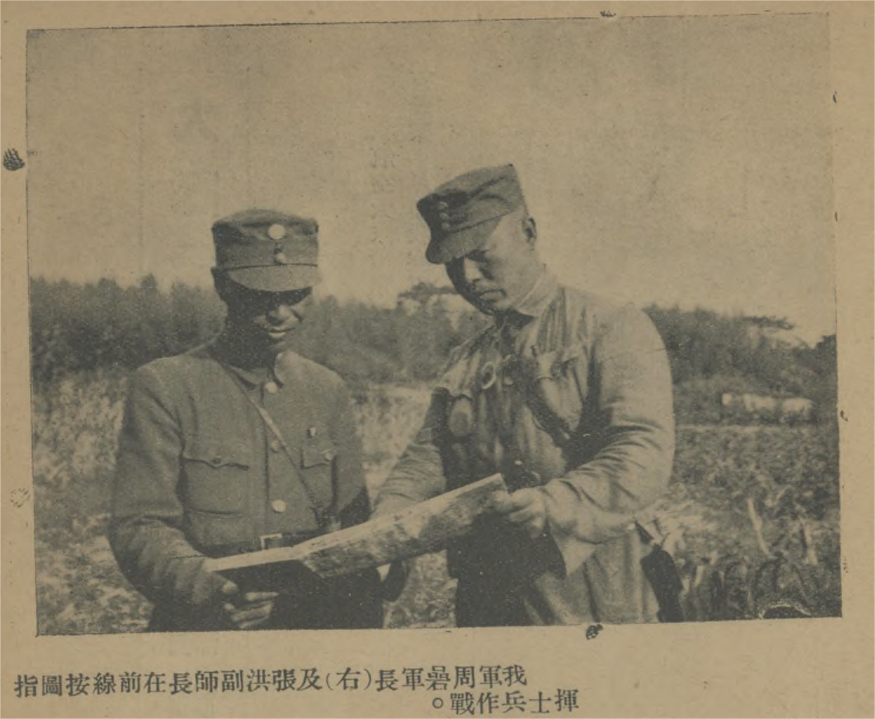
第七十五军军长兼第6师师长周碞（右侧）在与副师长张洪讨论作战部署，时值1937年淞沪会战

### 早年经历
周碞于1895年11月11日出生于浙江嵊县。父亲周肇昌，又名顯庭，浙江武备学堂毕业，光复会会员，参加过杭州光复之役，民国初年是浙军营团级士官，后来改行做生意；国民革命军发起北伐后，周肇昌响应原领导张伯岐号召，组织旧部参与北伐，1951年在台湾去世。周碞在这样的家庭背景下，从小接受新式教育，年少投身行伍，先后就读于绍兴府中学堂、浙江陆军小学、保定陆军军官学校第三期炮兵科。1916年毕业后，任浙军第一师炮兵团见习官、排长和浙军第二师炮兵队第一连连长。
1924年至1927年夏就读于陆军大学第七期，毕业后北伐军已经占领浙江，恰逢改编为国民革命军第二十六军的浙军第2师师长周凤歧因反对蒋中正解职，接替的陈焯则为周碞保定军校同学，因此周碞进入第二十六军后平步青云，先后担任第二十六军炮兵团团附、军部参谋处中校科长和上校科长等职务。1928年春，国民革命军发动二次北伐，周碞也和父亲一样参加北伐，出任第二十六军炮兵团团长。随着北伐结束部队缩编，所隶属的第二十六军于是年秋改编为國民革命軍第6師，周碞继续担任第6师第18旅第36团团长。先后参与蒋桂战争、蒋冯大战、中原大戰，在讨伐唐生智的过程荣升师参谋长兼第17旅旅长。1930年随师参与围剿红军，1931年冬升任國民革命軍第6師少将副师长，1932年底参与第四次围剿，1933年升任第6師師長，1935年被授予陆军中将衔。1937年1月，陳誠从西安事变获释后，调其为所辖第四集团军第四纵队指挥官。

### 抗日战争
1937年8月13日淞沪战役爆发后，奉命率部参战，在宝山、浏河一线集结待命，遇到日军在吴淞口一带登陆，随即于8月31日率部占领蕴藻浜展开阻击战，在蕴藻浜战斗表现突出，当日国府令所部第6师为骨干就地组建国民革命军陆军第七十五军，周碞顺势升任军长并兼任师长。第七十五军在9月3日战斗中伤亡过半，11月11日退守吴县至福山镇的吴褔线防线，随后撤退至浙赣皖边境休整。日军发动武汉战役后，所部于1938年6月投入战场，隶属第九战区指挥，周碞承担武汉江南地区防线阻击日军任务，其在黄冈、鄂城构筑的工事成功迟滞日军进攻，掩护数十万友军和重要物资撤离。1938年台儿庄战役中，第七十五军在进攻天柱山日军中伤亡过半，周碞因指挥不力受到总指挥官李宗仁记二大过处分，手下第6师师长则被撤职留任。5月参与徐州会战，战后升任第三十一集团军副司令，仍兼七十五军军长。
1939年参与随枣会战，后参与湘河聂家场战役和襄樊战役，力阻日军入川。1940年5月胜任第三十一集团军总司令，下辖第七十五、第七十六两个军。1941年3月升任第二十六集团军司令。同年9月，为策应第二次长沙战役奉命进攻宜昌，随后投入湖南战场，日军在占领长沙之后因后方压力不得不撤退。1943年5月下旬，日军发动鄂西会战，周碞指挥部队迂回包抄，切断日军退路，迫使日军于5月31日全线撤退，史称“鄂西大捷”。1943年11月参与常德会战。1944年秋，为策应衡阳保卫战进攻宜昌，因无法攻克日军掩体且伤亡惨重撤退。1945年8月14日日本投降后，接收鄂西日军投降。9月周碞当选为国民党中央监察委员会委员。后提拔为第六战区司令，2月改称第六绥靖区司令，司令部在河南商丘，所部番号不变，改编为整编军。周碞作为浙籍将领，在战时和日军在鄂西山区苦战四年，扼守三峡门户，保护了重庆大后方的安全，因此备受蒋中正的赏识，蒋氏曾当众称誉“难得的忠实将军”。

### 国共内战
1946年6月国共内战全面爆发，国民政府以共军不肯收编为由，下令围攻中国人民解放军中原军区李先念部，周碞率第六绥靖区主力围攻，但共军随后发动中原突围导致作战失败。1947年7月开始解放军开始反攻国军，华东野战军在1948年6月歼灭周碞在开封的3万守军，随后围歼区寿年兵团，第六绥靖区主力尽失，其嫡系第七十五军也在战役中被消灭，周碞只能固守商丘总部。1948年9月调任徐州剿总第一绥靖区，驻守淮阴，在淮海战役中因远离主战场得以保全。1949年1月，调任京沪杭警备司令部副司令，后兼任浙江警备司令。蒋中正在得知陈仪投共的消息后，于2月16日任命周碞为浙江省政府委员兼浙江省政府主席，旋又兼任浙江省绥靖总司令，周碞上任后举办“欢送陈仪先生大会”，明面上为自己的老师和前辈钱别，实际上等陈仪到上海后即将其收押。4月解放军发动渡江战役后，5月1日乘坐飞机离开杭州前往舟山，他在离开杭州前曾发誓会炸毁钱塘江大桥，工兵炸桥未成功，在前往舟山途中在家乡诸暨委任乡绅操家政组织嵊新诸边区反共自卫队，4日抵达舟山，在舟山遥控手下在大陆组织反共游击。

### 客死台湾
撤退至舟山之后，解放军于10月初渡海占领金塘岛，蒋中正对此大为光火，10月11日亲自前往舟山督战并将金塘岛守将朱式勤军法处置。蒋中正对周碞也极为不满，在12日日记中称“周岩無能，害國害鄉，痛心之至，決徹底改造以求有濟也”，后悔任命其为浙江省长，并示意周碞以高血压需要静养为由主动辞职，11月28日石觉接任。1950年4月，蒋中正任命其为总统府战略顾问。1952年10月正式退役。1953年7月23日在台北病故。死后，中華民國總統府明令褒扬并追赠陆军二级上将。

## 家庭
妻子马氏于1958年病逝，儿子周福麟毕业于台湾国立中央大学。

## 故居
周碞在中国大陆有两处故居，一处则为其任浙江省警备司令及省长时的住址，另一处为其嵊州老家华堂村的老宅，华堂村还有一座其所有的丝厂遗址尚存。
由于周碞在离开大陆时带走亲族70多人，因此华堂村留下的周家人寥寥无几，90年代时在台亲族约有300多人，但与在大陆亲族少有联系，周家老宅在2010年时仍是私宅，但嵊州市政府在2022年规划将其修缮改建为旅游景点。
周碞在杭州的住宅位于西湖附近清波桥河下9号，宅基地继承自其父亲周肇昌，周肇昌出身行伍，清末在杭州购置房产并娶有一妾。周碞发迹之后，于1934年推倒父亲老宅模仿欧式城堡修建了一座西式大宅第，使用面积达到500多平方米，雅号维新堂。1949年1月周碞出任浙江警备司令后即下榻于此，然而不出几个月匆忙离开杭州，家具摆件都来不及收拾，因此解放军原样接收了宅邸，并将其收归国有。1949年后，宅邸最初为解放军通讯部门办公场所，后改为招待所，下榻过罗瑞卿、张爱萍、陶勇等解放军高级将领。现用作咖啡馆和文化交流场所。

## 荣誉
1936年11月获得三等宝鼎勋章。1944年6月，获三等云麾勋章。1945年10月10日获胜利勋章和忠勤勋章，因战时协助美军获得美国自由奖章。1946年3月，获二等宝鼎勋章。1948年1月，获得一等云麾勋章。